# Pohlavní výběr

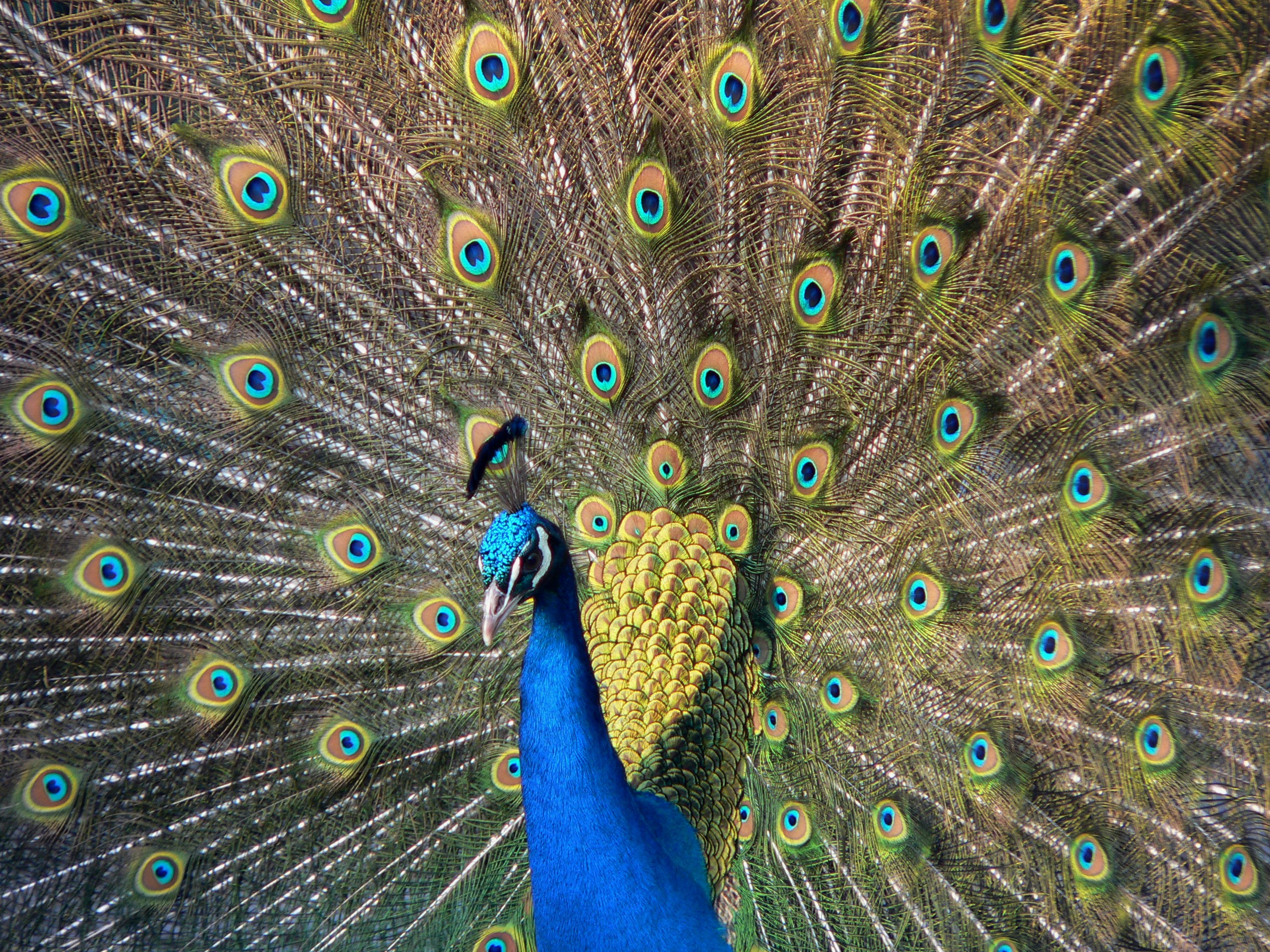
Ocas páva je výsledkem pohlavního výběru

Pohlavní výběr (též sexuální výběr, sexuální selekce) je proces ovlivňující průchod genů (respektive alel) na základě upřednostňování nebo znevýhodňování jejich fenotypu rozmnožujícími se jedinci při volbě partnera. K volbě ale může docházet i nevědomě a skrytě. Větší selekční tlak je na samce než na samice.

## Význam pohlavního výběru
Pohlavní výběr je moderní evoluční biologií považován za jeden z nejvýznamnějších aspektů evoluce. Takto na něj ostatně nahlížel už Darwin sám, nicméně jeho následovníci tento aspekt až do poloviny minulého století spíše přehlíželi.
Pohlavní výběr může udělat z jinak pro přežití nevýznamného fenotypu fenotyp neobyčejně výhodný, nebo naopak nevýhodný. Může dokonce působit proti obvyklým selekčním tlakům a vytvořit tak struktury, jejichž existence by bez jeho působení byla nemyslitelná.
Význam pohlavního výběru lze nejlépe demonstrovat na případech, kdy se tak trochu „vymkl kontrole“, tj. kdy jím podmíněné znaky škodí jeho nositeli v normálním životě a jejich jediným významem je vzbudit zálibu v samici. Asi nejznámějším případem jsou různí ptáci, jejichž samice si vybírají partnery podle impozantního ocasu. Výsledkem jsou druhy překrásných ptáků, jejichž ocasní pera jsou větší než tělo samotné. Takováto ozdoba samozřejmě svému majiteli podstatně ztěžuje život - je těžká, její údržba vyžaduje hodně námahy, činí ptáka nápadným a komplikuje jeho únik před predátory. Bez přítomnosti pohlavního výběru by nepochybně takoví marnivci nemohli obstát a byli by rychle vytlačeni praktičtějšími typy samců s malými ocasními pery. Takto k tomu však nedojde, protože takový pragmaticky stavěný jedinec by sice byl v přežívání úspěšnější, ovšem nebylo by mu to nic platné, protože by si partnerku buďto vůbec nesehnal, nebo by se musel spokojit s nějakými podřadnými samicemi, o které ostatní nemají zájem.
Nelze však říci, že by pohlavní výběr byl všemocný. Nejde jen o to, že od určité hranice už ocas dál růst nemůže, protože daný druh už na to nemá genetický potenciál, případně protože tělesná konstrukce nesnese další zátěž. Hranici navyšování přitažlivosti stanoví i únosnost tohoto znaku z hlediska přežití. Nepochybně jsou druhy, které by teoreticky mohly mít ocas ještě větší, ovšem výhoda by už nevyvážila nevýhody. Vždy tu totiž zůstává podmínka, že samec se i se svými náročnými ozdobami musí spáření se samicí dožít.
Pohlavní výběr existuje i u rostlin. Rostlina může např. znemožnit pylové láčce s nevhodným fenotypem proniknout k vajíčku a splynout s ním, další možností je zprostředkovaný pohlavní výběr skrze představy opylovačů jak má vypadat rostlina, ze které jsou ochotni sát nektar.

## Teorie spojené s pohlavním výběrem
Některé studie poukazují na to, že jsou partneři vybíráni podle předchozích úspěchů ve snaze být vybráni, které zaznamenali s jinými. Ovšem ukazuje se, že je to charakteristika obecnější a tedy nejde čistě o pohlavní výběr.